# Климов, Григорий Петрович
Григо́рий Петро́вич Кли́мов (первоначально — И́горь Бори́сович Калмыко́в; в Германии был известен под именем Ральф Ве́рнер; 26 сентября 1918, Новочеркасск — 10 декабря 2007, Нью-Йорк) — русско-немецко-американский писатель, журналист, редактор, автор большого числа публикаций и лекций антисемитского, конспирологического и евгенистического содержания.
Книги Григория Климова переведены на несколько языков, в том числе английский, немецкий и французский. Разрабатывал маргинальную концепцию так называемой «высшей социологии» («дегенералогии»), представляющую собой интерпретацию истории и социологии. Риторика Климова в защиту созданной им концепции представляет собой переплетение ксенофобных (главным образом, антисемитских и гомофобных) построений.
Книги пользуются некоторой популярностью, в том числе среди неофашистов.

## Биография
Игорь Калмыков был внуком казачьего генерала Н. Попова и сыном известного ростовского врача-гинеколога Б. В. Калмыкова, в период Первой мировой войны старшего врача Донского полка; мать была казачкой. По сведениям А. П. Щербатова, отец Игоря происходил из немецких колонистов. В 1921—1926 годах семья, спасаясь от голода, проживала в Миллерово, где Игорь работал пастухом. В 1926 семья возвращается в Новочеркасск, где Игорь прожил до 1941 года. В 1941 году окончил Новочеркасский индустриальный институт, получив с диплом инженера-электрика. В 1938 отец Игоря был арестован, его приговорили к пяти годам высылки в Сибирь. В 1941—1942 годах Игорь работал в Горьком инженером судоремонтного завода. В 1942 поступил в аспирантуру Горьковского индустриального института имени Жданова. Работал грузчиком на ликёро-водочном заводе. В сентябре 1943 года перешёл в аспирантуру Московского энергетического института имени Молотова и поступил на четвёртый курс Московского педагогического института иностранных языков.
В ноябре 1943 призван рядовым в действующую армию. Принимал участие в боях на Ленинградском фронте, при освобождении Новгорода получил ранение. Получив выписку, был направлен в 96 особый парк резерва офицерского состава. В июне 1944 году отдел кадров Ленинградского фронта направил его на учёбу в Военный институт иностранных языков, где его приняли на четвёртый курс немецкого отделения. В марте 1945 проходил боевую стажировку как прикомандированный к штабу 1-го Белорусского фронта. В конце апреля из уличных боев в Берлине был отозван в Москву. В июле 1945 году окончил Военный институт иностранных языков и в звании младшего лейтенанта направлен в Главный штаб советской военной администрации в Германии. Служил в качестве переводчика командующего экономическим управлением, затем в качестве ведущего инженера Отдела электропромышленности советской военной администрации.
В результате служебно-бытового конфликта решил «избрать свободу» и в ноябре 1947 года перешёл в американскую зону оккупации. В течение полугода содержался американскими контрразведчиками под арестом в одиночке. Ему не предъявлялись какие-либо обвинения. Затем был отпущен. В 1947—1949 годах проживал в Штутгарте в состоянии нищеты с документами на имя Ральфа Вернера. Единственным источником дохода для него стали очерки в журнале «Посев» о нравах советской военной администрации в Германии. Для публикации этих текстов он взял псевдоним Григорий Климов. По его мнению, «в полуразрушенной Германии жизнь была лучше, чем в коммунистической России». Особенно на Западе ему нравилось то, он «мог дать волю своим чувствам и писать то, что думает».
В январе 1950 года переехал в Мюнхен. В 1949—1950 годах, по его словам, работал в Гарвардском проекте, в рамках которого по заданию Государственного департамента США американскими психологами проводилось комплексное исследование, включавшее, в частности, изучение психологии советских людей. Работая под руководством Н. Лейтеса, Климов познакомился с основами психоанализа, который воспринял специфически, начав использовать его для «изучения» своего окружения. В 1949—1950 годах Климов работал в Институте по изучению СССР. В 1949—1955 годах участвовал в передачах радиостанций «Освобождение», «Свобода», «Свободная Европа» и принимал участие деятельности Национально-трудового союза (НТС). В 1951—1955 годах являлся председателем Центрального объединения послевоенных эмигрантов из СССР (ЦОПЭ) и главным редактором журналов «Свобода» и «Антикоммунист», был членом редколлегии журнала «Сатирикон».
Климов сообщил в руководство ЦРУ о «гомосексуализме» (что тогда считалось предосудительным) своего непосредственного начальника
А. М. Мильруда, но в итоге сам был уволен. В 1955 году он прекратил связи с ЦРУ и полностью посвятил себя литературной деятельности. B 1955 году переехал в Нью-Йорк, получил американское гражданство и взял себе новое имя — свой литературный псевдоним. В 1958—1959 годах работал в качестве консультанта в Корнелльском проекте, в рамках которого изучалась психологическая составляющая Венгерского восстания 1956 года. В 1958—1970 годах работал инженером-электриком. Участвовал в строительстве американской военной базы во Вьетнаме. С 1970 года полностью посвятил своё время литературному труду.
Климов был женат, но его жена развелась с ним, не выдержав его антисемитизма; позднее Климов утверждал, что она была лесбиянкой и еврейкой.

## Творчество и идеи
В 1953 в издательстве «Посев» (Франкфурт-на-Майн) опубликовал роман «Берлинский Кремль», где изложил свою биографию. Роман имел успех. Темой стало сравнение жизни в СССР и на Западе. Книга была экранизирована в Голливуде.
В 1955—1958 году начал работу над романом-исследованием советской жизни, основой которого стали знания, полученные во время участия в Гарвардском проекте. В работах таких авторов, как Ч. Ломброзо, М. Нордау, Р. Крафт-Эбинг, З. Фрейд, О. Вейнингер, А. Кинзи, находил ключ к пониманию новейшей российской истории. Информацию о событиях в России брал в основном из книг Б. Башилова и А. Дикого. Эти сведения дали Климову «отравленные ключи» для познания окружающего мира, которые он стремился изложить в беллетризированной форме.
Незавершенный в 1958 году роман дважды перерабатывался и вышел как дилогия «Князь мира сего» в 1970 году в Нью-Йорке, и «Имя моё легион» в 1975 году, там же. Произведение не имеет сюжета. «Красный кардинал — главный маршал госбезопасности Максим Руднев» в форме катехизиса рассказывает младшему брату Борису о сути социальных процессов, которые обусловлены «законами высшей социологии». «Советский Фауст» Максим Руднев пытается выявить закономерность между «гомосексуализмом» и агрессией. Стремление к власти представлено как следствие подавленного «противоестественного» полового влечения. Утверждается, что психологические и физические изъяны обычно обусловлены наследственной предрасположенностью, с лёгкостью могут быть выявлены на основании внешних симптомов и анкетных данных. На основе этого подхода рассмотрена история России первой половины XX века. Согласно Климову, один из стимулов революционного движения заключался в гомосексуальных связях Ленина и Зиновьева, Сталина и Микояна и Троцкого и Иоффе. Максим Руднев приходит к идее создания советской инквизиции с целью предотвратить вырождение советского общества. Руднев защищает основанную на этой идее секретную докторскую диссертацию и представляет её Сталину. Он наделяется Сталиным властью и проводит «Великую Чистку» 1935—1938 годов, в процессе которой было уничтожено или выслано в Сибирь всё население, потенциально «опасное» по признакам «вырождения». С началом войны в соответствии со спецпроектом Руднева из мест заключения выживших вырожденцев забрасывают в тыл врага с целью его разложения. Руднев назначается секретным Главным маршалом госбезопасности и становится духовным наставником Сталина, которого обучает «диалектическому христианству». Заметив в ученике черты старческого вырождения, Руднев без колебаний умертвил Сталина. Затем Рудневым было организовано свержение доверившегося ему Берии.
Вторая часть дилогии рассказывает о жизни младшего брата Бориса Руднева, который назначен руководителем Дома чудес — так автор передал свою деятельность в ЦОПЭ. В 1990 году Климов добавил в роман примечания, в которых указаны прототипы всех персонажей. Узнаваемые образы привели к остракизму Климова.
В этом романе Климов, как принято в антисемитской беллетристике, «претендует» на «научность», благодаря «специфическим особенностям этой книги, требующей специальной исследовательской работы и авторских архивов». Введение написано неким «профессором» «современной советской литературы Стратфордского университета, доктором» «С. П. Новиковым». Послесловие книги — «профессора и доктора социальной психологии» «Б. В. Сахарова» Вудхэйнвенского университета (оба профессора и университета вымышлены Климовым). Предисловие «Новикова» упоминает участие Климова в Гарвардском проекте, затем утверждается, что «В каждом серьёзном научном учреждении… если одна группа ученых разрабатывает какой-нибудь проект, то другая группа ученых… одновременно разрабатывает соответствующий контрпроект… Вот такой-то контрпроект — в форме романа — и проделал Климов». «Контрпроект» Климова, «по Новикову», основан на секретных архивах «советской тайной полиции» и архивах «какой-то американской сверхразведки». Завершается предисловие следующим образом: «Хотели бы вы иметь такой ведовской кристалл, чтобы поведать будущее? и чтобы избежать такого будущего. Хорошо, я дам вам рецепт… По тому, как реагирует читатель на „Князя“, вы сразу видите, кто он такой. Одни с большим интересом читают… А другие кривятся и морщатся, как чёрт от ладана… Так что это рецепт проверенный». За «рецептурой» следует статистика «врагов рода, человеческого» — «легионеров», от евангельской идиомы «имя которому легион», синоним дьявола.
«Вудхэйвенский профессор Сахаров» в послесловии излагает основные идеи книги в виде «номенклатурно-иерархического» тезауруса, от «сумасшедших правителей» до «странных людей». Утверждается, что существует связь между революциями и «гомосексуалистами». Члены французских тайных обществ названы «латентными гомосексуалистами». Мир делится на «сумасшедших (менее опасных, ибо они сидят в сумасшедших домах) и душевнобольных, являющихся „неопознанными объектами“ среди здорового населения, а последних на открытых и скрытых (наиболее опасных) гомосексуалистов, которые и есть „легионеры“». Затем, с опрой на некие еврриканские (еврейско-американские или европо-американские) данные и ссылаясь на имевшие место у Нилуса, Шабельской, Бостунича и др. число «врагов» в одну треть от всего населения — согласно Апокалипсису, автор применяет «библейские ключи познания»: «Вот в этом-то и заключается страшная апокалипсическая тайнопись… Ведь, если верить всяким хитрым органам… то в прессе этих легионеров, кандидатов, попутчиков и сочувствующих… будет уже… все 75 %. И в хорошем цивилизованном обществе — это правящая партия… мы… говорим о самой трудной науке в мире — о высшей социологии, о Боге и дьяволе, о Христе и антихристе, об источниках добра и зла, счастья и несчастья, жизни и смерти…».
«Тезаурусную пирамиду» власти Климов (и его «профессора-истолкователи»), описывает следующим образом: не вершине он размещает «прирождённых вождей» — «стопроцентных латентных гомосексуалистов» из числа душевнобольных, далее — руководителей и исполнителей «хитрых органов», ниже «легионеров» науки, юрисдикции и прессы, «интеллигентов» от искусства («хитрых мазилок» вроде Пикассо, апостолов трннадцатого отдела КГБ — «еврейчиков» Ломброзо, Нордау, Фрейдв, Кьеркегорв, поэтов-фуистов, модернистов и др.), членов «тайных французских обществ», затем рыжих государственных деятелей — садистов и мазохистов, ещё ниже Гершеле Ягоды, Янкели Свердловы и другие устроители «сионских заговоров». Соображение, что на любом уровне пирамиды может найтись открытый или латентный «иерусалимский дворянин», позволяет автору утверждать: «Самой умной книгой в мире считают Библию. А самой умной книгой Библий… Апокалипсис… А в этом Апокалипсисе дважды повторяется, что одна треть всех людей будет уничтожена за всякие грехи». Поэтому «гуманисты», «сатанисты», «сионисты» и т. п. составляют данную треть.
В 1972 году в Нью-Йорке вышло переиздание «Берлинского Кремля» под названием «Крылья холопа» с дополнением «Цена свободы» в виде отдельного издания в Лондоне (Канада), где изложены злоключения автора после эмиграции на Запад. Большой скандал в среде эмигрантов вызвал опубликованный в 1974 году сборник статей «Дело № 69» (Woodridge), который имел подзаголовок «О психологической войне, дурдомах, 3-й евмиграции и нечистых силax: Публицистика и сатанистика», давал отталкивающие портреты известных деятелей диссидентского движения, которые эмигрировали: были описаны А. Амальрик, А. Кузнецов, В. Тарсис, А. Солженицын, А. Синявский. Всю третью волну автор рассматривает в качестве спецпроекта КГБ, целями которой были как удаление из СССР наиболее политически активных «вырожденцев» и разложение с их помощью эмиграции изнутри, а также отправка советских агентов. Эти сочинения, включающие выразительные подробности внесли разлад в среду эмигрантов.
Климов писал об «агрессивно-расистской» сущности сионизма и утверждал, что Солженицын является марионеткой ЦРУ, что сближало его идеи с советской пропагандой тех лет. Но если в рамках советской пропаганды антисоветизм изображался одним из составляющих империализма, то Климов утверждал, что советская и антисоветская идеологическая продукция в значительной мере являлась плодами деятельности «дегенератов». Используя конкретные примеры автор утверждал, что первооснову процесса вырождения, который, по его мнению, свойственен большинству «творческих личностей», составляют не декларируемые идейные искания, а определённые «половые извращения».
Свою миссию Климов понимал следующим образом: «Моя основная задача — дать молодым людям науку, чтобы они не повторили те болезненные ошибки, которые у меня в жизни были». Этой цели он посвятил, среди прочего наговариваемые им в 1988—1990 годах на видеокассеты (35 кассет по 2 часа) «Лекции по высшей социологии»: «Протоколы советских мудрецов» (Сан-Франциско, 1981), «Красная каббала» и «Божий народ» (Краснодар, 1995—1999), где обобщил и систематизировал ранее высказанные идеи.
Произведения Климова постоянно допечатывались в Краснодаре, где с середины 1990-х годов издавалось семитомное собрание его сочинений. Климов был принят в Союз писателей России по рекомендации публициста и литературного критика Владимира Бондаренко, согласно которому «Можно соглашаться или не соглашаться с авторской трактовкой исторических событий и поступков тех или иных героев, манерой письма Климова, методикой его подхода к оценке жизненных явлений, но я уверен в одном: каждый из нас, прочитав книгу, узнает что-то новое».

## Критика
Ярослав Могутин писал: «Вся суть концепции Климова сводится к дегенерации и вырождению: она была, есть и будет!». «Климовские книги и концепции можно было бы рассмотреть в качестве типичного постмодернистского стёба, если бы они не были написаны на полном серьёзе». «Гипертрофированный антисемитизм и гомофобия Климова вкупе с его желанием уложить всю мировую историю в схему некоего заговора сделали этого мало известного в эмиграции маргинала-автора героем толпы и объектом настоящего культа».
Израильский филолог и историк Савелий Дудаков рассматривает творчество Климова как «трагически-весёлую и откровенно издевательскую пародию по отношению к социологии о „малом народе“». Согласно Дудакову, многие положения из «Русофобия» (1982) И. Шафаревича выглядят как «обратный перевод» идей «Князя мира сего» Климова. «Архисерьезный и глобально-эрудированный труд» советского академика воспринимается как переработанный вариант пародии Климова, в которой «описывается своего рода комплексная социальная болезнь, которую раньше называли дьяволом, а теперь называют вырождением и дегенерацией». По мнению Дудакова, автор сознательно доводит до абсурда обвинительные заключения по «Протоколам сионских мудрецов», которые и делают его книгу «контрпроектом» писаниям Пикуля, Кочетова, Шевцова, Кузьмина и др.: «Все дело в том, что хотя это роман из советской жизни, но раздел идет здесь не по линии коммунизм-капитализм, а гораздо глубже — по линии того добра и зла, которое, в конечном итоге, с точки зрения религиозной философии называют Богом и дьяволом». Климов объединяет в одно целое враждующие сверхдержавы.
В большом числе источников Климов рассматривается как антисемит в связи с тем, что в его «теории» «вырождение» присуще именно евреям. По мнению директора МБПЧ Александра Брода, «„сочинения“ таких откровенно антисемитских авторов, как А. Севастьянов, Б. Миронов, Г. Климов, О. Платонов, Ю. Мухин, А. Розенберг» продвигают нацизм.
Полностью посвящена продвижению антисемитизма книга Климова «Божий народ», включающая, в частности, кровавый навет. Сочинение внесено в Федеральный список экстремистских материалов России (№ 1456). Также в Федеральный список экстремистских материалов были внесены книги Климова «Красная Каббала» (№ 1957) и «Протоколы советских мудрецов» (№ 1958).
В книге «Лимониана, или Неизвестный Лимонов» приводится свидетельство Эдуарда Лимонова, что он был знаком с Климовым в Америке и написал о нём рассказ «Первое интервью».

## Влияние
Начиная с 1991 года его книги переиздаются неофашистскими издательствами на территории России, где пользуются некоторым успехом.
По тиражам среди писателей русского зарубежья сочинения Климова сопоставимы только с произведениями Александра Солженицына и «Лолитой» Владимира Набокова. Суммарный тираж изданных в России в период за 15 лет (по состоянию на 2005 год) книг Климова приближается к двум миллионам.
Сочинения Климова вошли в состав эклектичного мировоззрения образованного постсоветского читателя. Выражение «климовский тип» стало нарицательным для человека, «несущего на себе печать вырождения».

## Произведения
- 1951: «Песнь победителя»
  - Немецкое издание. Gregory Klimow. Berliner Kreml. Перев. с рус. Irina Finkenauer-Fuess; послесловие Эрнста Рейтера. Köln: Kiepenheuer & Witsch, 1951, 1953.
  - Английское издание: Gregory Klimov. Terror Machine: the Inside Story of the Soviet Administration in Germany. Faber & Faber, London. 1953.
  - Американское издание: Terror Machine: the Inside Story of the Soviet Administration in Germany. Praeger, New York. 1953.
  - Французское издание: Les Russes à Berlin (Berliner Kreml). Éditions André Bonne. 1953.
  - Песнь победителя, Ростов-на-Дону: Феникс, 1995.; Краснодар: Пересвет, 2004.
  - Берлинский Кремль : Крылья холопа. Севастополь: ДиВо, 2014.
- 1970: «Князь мира сего»
- 1973: «Дело 69»
- 1975: «Имя моё Легион»
- 1981: «Протоколы советских мудрецов»
- 1987: «Красная Каббала»
- 1989: «Божий народ»
- 2002: «Откровение» («Ключи познания», «Семейный альбом»)

По книге «Песнь победителя» в 1953 году был снят фильм Weg ohne Umkehr (рус. «Возврата нет»). На международном кинофестивале в Берлине в 1954 году этот фильм удостоился премии «Золотой Кубок» в номинации «Лучший художественный фильм», и премий «Deutscher Filmpreis» в номинациях «Лучшая мужская главная роль» и «Лучшая музыка». В 1955 году в США получил премию «Золотой глобус» в номинации «лучший иностранный фильм».